# Brug 2490

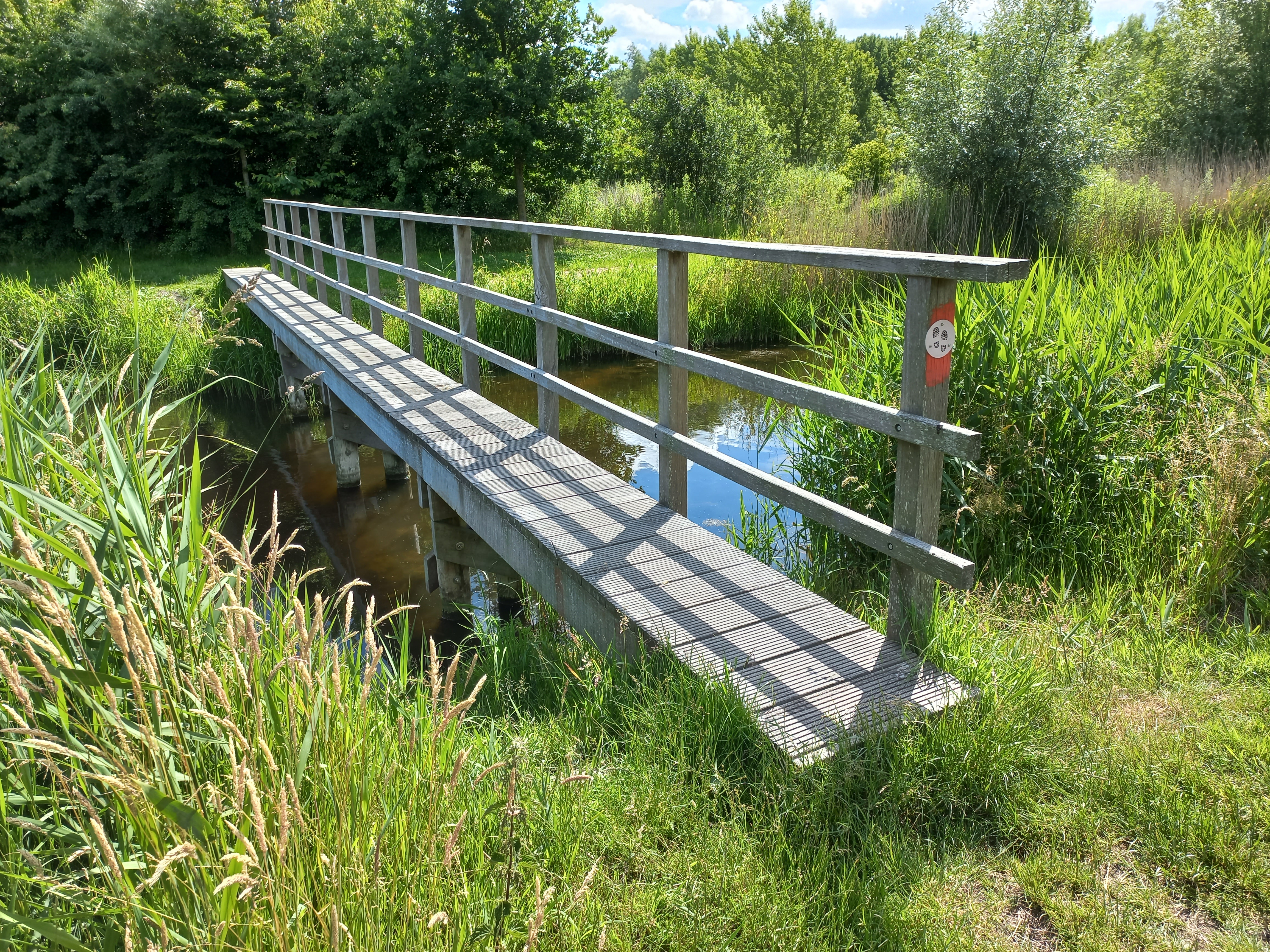
Brug 2490 in juni 2022

Brug 2490 is een bouwkundig kunstwerk in Amsterdam Nieuw-West.
Deze ongeveer zestien meter lange voetbrug werd aangelegd tijdens de inrichting van het recreatiepark Tuinen van West in de periode 2010-2018. Er werden, naast werkzaamheden aan de bestaande infrastructuur, tal van voet- en fietspaden aangelegd. Bovendien was aan het westelijk eind de Rijksweg 5 (Westrandweg) gekomen, waarvoor afwateringstochten gegraven moesten worden. In de Osdorper Binnenpolder kwam tussen de Osdorperweg en de Haarlemmerweg een waterrijk gebied met aan de ene kant de rijksweg en aan de andere kant het Fluisterbos. Tegelijkertijd moest er een oplossing gevonden worden voor het Noord-Hollandpad, een voetpad door Noord-Holland dat hier dreigde dood te lopen op dit waterrijk gebied. Er werd een houten voetbrug neergelegd in een zogenaamd struinpad, een onverhard voetpad in de wandelroute (er is ook is een verharde variant). De brug is geheel van hout met houten brugpijlers, liggers, planken en een leuning aan de zuidelijke kant. Op de eindbaluster is het embleem van het voetpad te zien.
2400 · 2401 · 2402 · 2403 · 2404 · 2405 · 2406 · 2407 · 2408 · 2409 ·  2410 · 2411 · 2412 · 2413 · 2414 · 2415 · 2421 · 2422 · 2423 · 2424 · 2425 · 2426 · 2427 · 2428 · 2429 · 2430 · 2431 · 2432 · 2433 · 2434 · 2435 · 2436 · 2437 · 2438 · 2439 · 2441 · 2451-2453 · 2454 · 2455 · 2456 · 2457 · 2459 · 2461 · 2462 · 2468 · 2469 · 2470 · 2471 · 2472 · 2473 · 2474 · 2475 · 2476 · 2477 · 2478 · 2480 · 2481 · 2482 · 2483 · 2484 · 2485 · 2486 · 2487 · 2488 · 2489 · 2490 · 2491 · 2492 · 2493 · 2494-2499
Brugnummers 2416, 2417, 2418, 2419, 2420, 2441, 2442, 2443, 2444,  2445, 2446, 2447, 2448, 2449, 2450, 2458, 2460, 2463, 2464, 2465, 2466, 2467, 2479 zijn niet vergeven.